# Western Sydney Wanderers FC (W-League)
O Western Sydney Wanderers FC é um clube de futebol feminino com sede em Sydney, Austrália. A equipe compete na W-League.

## História
O clube foi fundado em 2012.